# Linda Skugge
Linda Ingrid Skugge, född Norrman den 9 oktober 1973 i Bromma i Stockholm, är en svensk författare, krönikör och översättare. Skugge är en frispråkig skribent med ofta tydligt feministiskt perspektiv. Hon har verkat som krönikör i ett antal större dagstidningar och deltog 1999 i den uppmärksammade antologin Fittstim. Hennes privata blogg var 2007 den mest lästa i Sverige.
På senare år har Skugge bland annat verkat som översättare, teaterproducent, författare av bilderböcker och romaner. 2023 fick hon mycket uppmärksamhet efter sitt beslut att börja producera material för den omdiskuterade plattformen Onlyfans.

## Biografi
Linda Skugge föddes i Bromma och växte upp i Sollentuna. Hon började 1991 frilansa på ungdomstidningen Ultra Magazine, under gymnasietiden, och året därpå blev hon redaktör för tidningen.
Sedan följde studier vid Poppius journalistskola 1993, och i april samma år började hon skriva krönikor varje vecka i Expressen. Skugge har under årens lopp även skrivit texter för Svenska Dagbladet, Aftonbladet, Amelia (sedan 2008), Mama, yourlife och Icakuriren.
Under 1990-talet arbetade Skugge med ett antal TV-program på ZTV. Hon drev åren 1997–2001 skivbolaget Starboy Recordings ihop med bland andra Hansi Friberg. Under decenniet blev hon också ett av de mer uppmärksammade namnen i den nya generationen svenska feminister.

### Betraktelser och feminism
År 1998 kom Skugges bok Saker under huden som fick mycket uppmärksamhet i framför allt en yngre läsekrets. Boken innehöll personliga texter om en ung kvinnas/flickas uppväxt och tankar om beteende, det andra könet och att inte bli förstådd.
Året därpå medverkade hon i den omskrivna feministiska antologin Fittstim, som hon också var redaktör för tillsammans med Belinda Olsson och Brita Zilg. 2001 kom Det här är inte en bok, innehållandes självbiografiskt material. Även senare har hon bidragit med självutlämnande texter, inklusive i Men mest av allt vill jag hångla med nån från 2004.

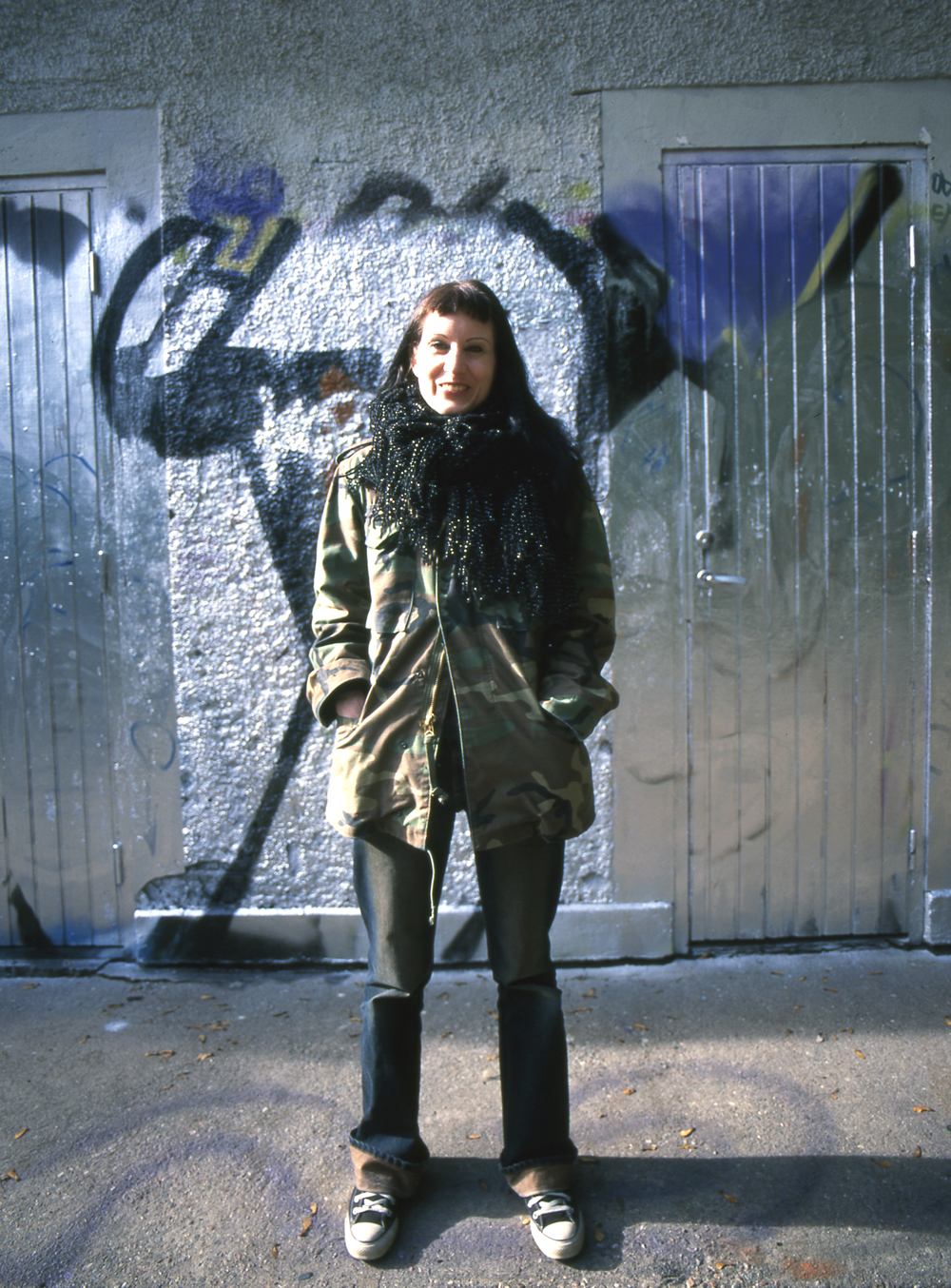
Linda Skugge 2006.

Efter att under ett antal år ha varit en debattör och förespråkare för feminism skrev Skugge i april 2006 att hon inte tyckte att ordet feminism var gångbart och att hon därför skulle sluta kalla sig feminist. Detta var en period när hon bildat egen familj och efter 14 år som skribent på Expressen sade sig ha fått nog av det hårda debattklimatet. Hon reviderade dock 2012 yttrandet angående feminism och berättade då att hon praktiserade praktisk feminism. Samma år nämnde hon att hon i praktiken aldrig slutat vara feminist och då kände sig som mer "extremfeminist" än någonsin.
Enligt en undersökning i Dagens Media var Skugges blogg i januari 2007 den mest lästa privatbloggen i Sverige. Den 5 maj 2007 meddelade Skugge att hon skulle sluta med sin blogg på grund av hot och påhopp. På hösten samma år återkom hon dock med en ny blogg, denna gång hos Amelia.
Under årens lopp har många av texter från bloggar och krönikor återgivits i bokform, utöver personliga betraktelser som publicerats direkt i bokform. Till den senare kategorin hör 40: Constant Reader (2014), där ämnet är Skugge själv och hennes liv som läsande och skrivande individ. Samlingar av redan publicerade texter finns i Lindas samlade: krönikor 1993–1995 (1996), Akta er killar här kommer gud och hon är jävligt förbannad och andra texter (2003) och Lindas bästa/värsta (2008).
Hösten 2019 blev Linda Skugge daglig kolumnist i Aftonbladet. 2021 startade hon en podcast med Malin Wollin för Femina.

### Skönlitteratur
År 2006 utgavs Skugges åttonde bok Ett tal till min systers bröllop. Denna hennes debut som romanförfattare innehåller inskjutna sekvenser ur författaren Sylvia Plaths liv. Historien har beskrivits som "en mörkt humoristisk skildring av en småbarnsmors kaotiska vardag".
2013 kom romanen 1989, som hon skrev tillsammans med sin yngre syster Sigrid Tollgård. Berättelsen, som blandade kärlek med spänningsintrig, fick två år senare sin uppföljare genom Mot fyren.
2012 debuterade hon som författare av bilderböcker, och i den genren skapade hon två–tre romanfigurer som alla har drag från henne själv. Hennes egen favorit är Ella, en stökig tonårstjej med kändisdrömmar och enligt Skugge själv: "... inte taktfull. Kan inte tona ner sig. Är inte strategisk." God natt min katt (illustrerad av Kristina Digman) var en känslomässig efterhandsskildring av en älskad katt.
Linda Skugge har även verkat som översättare. Hon har bland annat översatt verk av Tao Lin, Marina Abramović, Esther Perel, Tatiana de Rosnay, Nick Hornby och Fumio Sasaki.

### Övriga aktiviteter

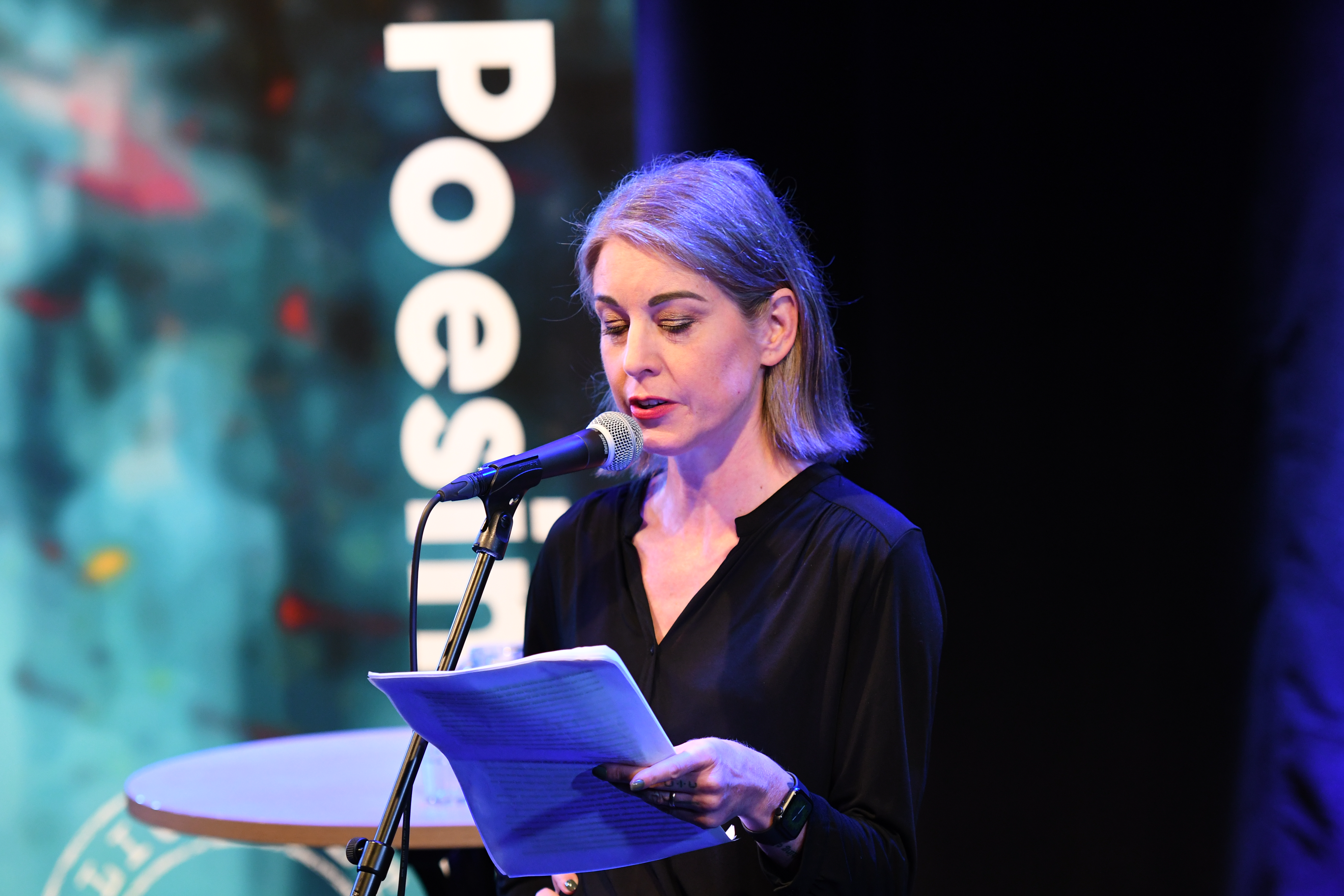
Skugge på Poesimässan 2021 i Stockholm.

Skugge var en av dem som 2008 grundade bokförlaget Vulkan, som tillhandahåller egenutgivning. Året efter startade hon eventbyrån Skugge&co, och hon har också varit medgrundare av förlaget Constant reader.
Mellan 2012 och 2015 var hon även producent på Teater Brunnsgatan Fyra. 2021 gav Sjösala förlag ut Skugges första diktsamling Långsamt gnugga bort, med illustrationer och handgjorda omslag av Jenny Svenberg Bunnel.
I början av 2023 öppnade Skugge ett konto på Onlyfans, där hon distribuerar pornografiskt/erotiskt material till betalande prenumeranter. Hon säger själv att orsaken i första hand är ekonomisk och att kontot kunnat finansiera hennes träning och boende. Med hjälp av de två dagliga träningssessionerna säger hon sig kunna lindra de negativa effekterna av Addisons sjukdom (se nedan); hon beskrev 2018 sitt liv med sjukdomen i boken 45: Morbus Addison. Skugge har även ifrågasatt allmänna åsikter om vad en man eller kvinna får lov att besluta om sitt eget liv och sätt att tjäna pengar.
Skugge har genom åren deltagit som tyckare eller paneldeltagare i en rad olika TV-program och poddar. Detta inkluderar i Malou efter tio och poddarna Skugge och Wollin (med Malin Wollin, under 2021) och Skugge (2023).

## Kritik och erkännande
Under 1990-talet var Linda Skugge en av Sveriges mest uppmärksammade feminister ur den nya generationen (se vidare tredje vågens feminism), som kolumnist i stora medier och medskapare av den feministiska stridsskriften Fittstim. Under det följande decenniet var hon en av de mest lästa svenska bloggskaparna. Hela tiden var hon både en obekväm röst och en entreprenör, vars ofta självutlämnande texter beskrivits som exhibitionism. Även Jonna Bornemark (en annan BDSM-intresserad kvinna ur samma generation) har beskrivit Skugge som exhibitionist.
Linda Skugges aktiviteter i vitt skilda delar av medievärlden har lett till jämförelser – på gott och ont – med August Strindberg. Kritiken handlar bland annat om en kvinna som inte vill vara ett föredöme för andra kvinnor, trots att hon har en uppmärksammad position i medievärlden. I nätmagasinet Kvartal har hon beskrivits som en enfant terrible. I början av 2021 tackade hon nej till en förfrågan från Sveriges Radio P1 om att vara sommarvärd, enligt henne själv för att hon aldrig tidigare blivit tillfrågad.

### Onlyfans
Skugges aktiviteter på Onlyfans ledde 2023 till stor uppmärksamhet i massmedia, på tidningarnas kultur- och debattsidor. Vissa, som Pernilla Wahlgren, talade om skillnaden mellan Skugge då och Skugge nu, i ljuset av att Wahlgren 22 år tidigare blivit kritiserad av Skugge för sitt modelljobb i herrtidningen Café.

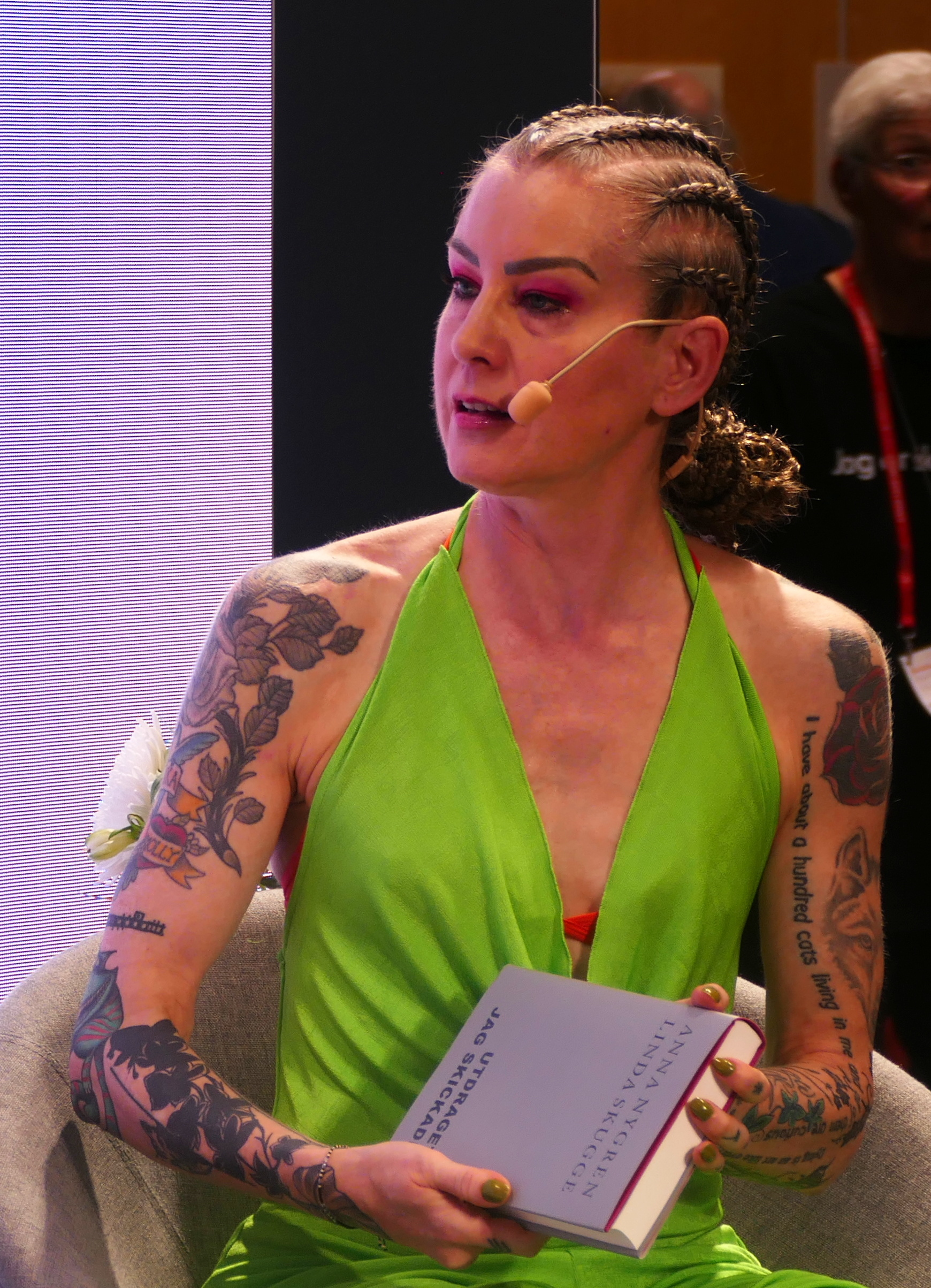
Linda Skugge på Bokmässan i Göteborg 2023, där hon presenterade den "samtalsbok" hon författat tillsammans med Anna Nygren.

Andra diskuterade för- och nackdelar med Onlyfans som fenomen, en sexualiserad tid, moral eller dubbelmoral och kvinnors handlingsutrymme i samhället. Den uppflammande debatten kunde få vissa skribenter att skarpt fördöma Skugges destruktiva roll i normaliseringen av sexarbete och andra – ibland på samma tidning – att trycka på vikten av att vidga samtalet om den personliga friheten för kvinnor.

### Övrigt erkännande
2005 nominerades Linda Skugge till Stora journalistpriset i klassen Årets förnyare. Tre år senare belönades hon vid årets Blog Awards-gala i klassen Functional Lifestyle Award.

## Privatliv
Skugge har i princip genom hela livet varit bosatt i Sollentuna, utöver tre månader i London 1991. Hon var mellan 1995 och 2009 gift med musikern Johan Skugge, och tillsammans har de tre döttrar födda i början av 2000-talet. I slutet av 1990-talet bar hon ett tag det dubbla efternamnet Norrman Skugge, vilket 1999 förkortades till Skugge.
I mars 2015 berättade Skugge i en krönika i Expressen att hon har fått Addisons sjukdom och beskrev hur svårt det var att få sjukvården att diagnosticera sjukdomen. Då hade hon levt med sjukdomen i tre års tid. Hon har även diagnosticerats med Graves sjukdom, en sorts giftstruma, och därför varit tvungen att operera bort sköldkörteln. Bortopererandet av sköldkörteln ledde enligt Skugge själv även till en personlighetsförändring med större aptit på livet.